# Museo Nacional de Ciencias de Gwacheon
El Museo Nacional de Ciencias de Gwacheon es un museo de la ciudad de Gwacheon, noroeste de Corea del Sur, inaugurado en 2008.

## Salón de la Fama

### Exposiciones principales
El salón de la fama es un lugar para honrar los logros de los científicos que contribuyeron al desarrollo de la ciencia y la tecnología y para observar cómo ésta se ha desarrollado, y lo que ha logrado en Corea. Está dedicado a 31 científicos honorables como Jang Yeong-sil, Heo Jun, Benjamin Whisoh Lee y Seok Joo-myung. Consta de 35 exhibiciones, incluidas dos exhibiciones experimentales como «Yo también soy un científico honorable», en la cual los logros de los científicos son presentados allí a través de narraciones.

### Científicos del pasado
Al igual que la invención de las armas de pólvora por Moo-seon Choi o las obras del famoso ingeniero de Joseon, Young-shil Jang, aquí se pueden apreciar los brillantes logros de las principales figuras que lideraron la ciencia y la tecnología en los siglos XIV y XV. Aquí se exhiben logros y reliquias de los científicos que lideraron la ciencia y la tecnología, como Joon Heo y Dae-yong Hong.

### Científicos contemporáneos
Aquí se honran a los científicos que contribuyeron en que Corea ingresara la lista de los diez países más desarrollados en ciencia y tecnología del mundo, superando el sufrimiento de la colonización japonesa y la Guerra de Corea. Las historias se clasifican en «Pioneros de la ciencia y la tecnología», «Construyendo los puntos de apoyo de la ciencia y la tecnología», «Investigaciones que expandieron el horizonte del conocimiento» e «Investigaciones que cambiaron la vida de los coreanos».

### Archivos digitales
La historia científica de Corea se encuentra digitalizada, accesible para el público asistente, comenzando con archivos del siglo XIV.

### Soñando con convertirse en científico
Es una zona del museo donde los visitantes pueden exponer sus ideas y sueños acerca del futuro de la ciencia.

## El Premio Nobel y yo

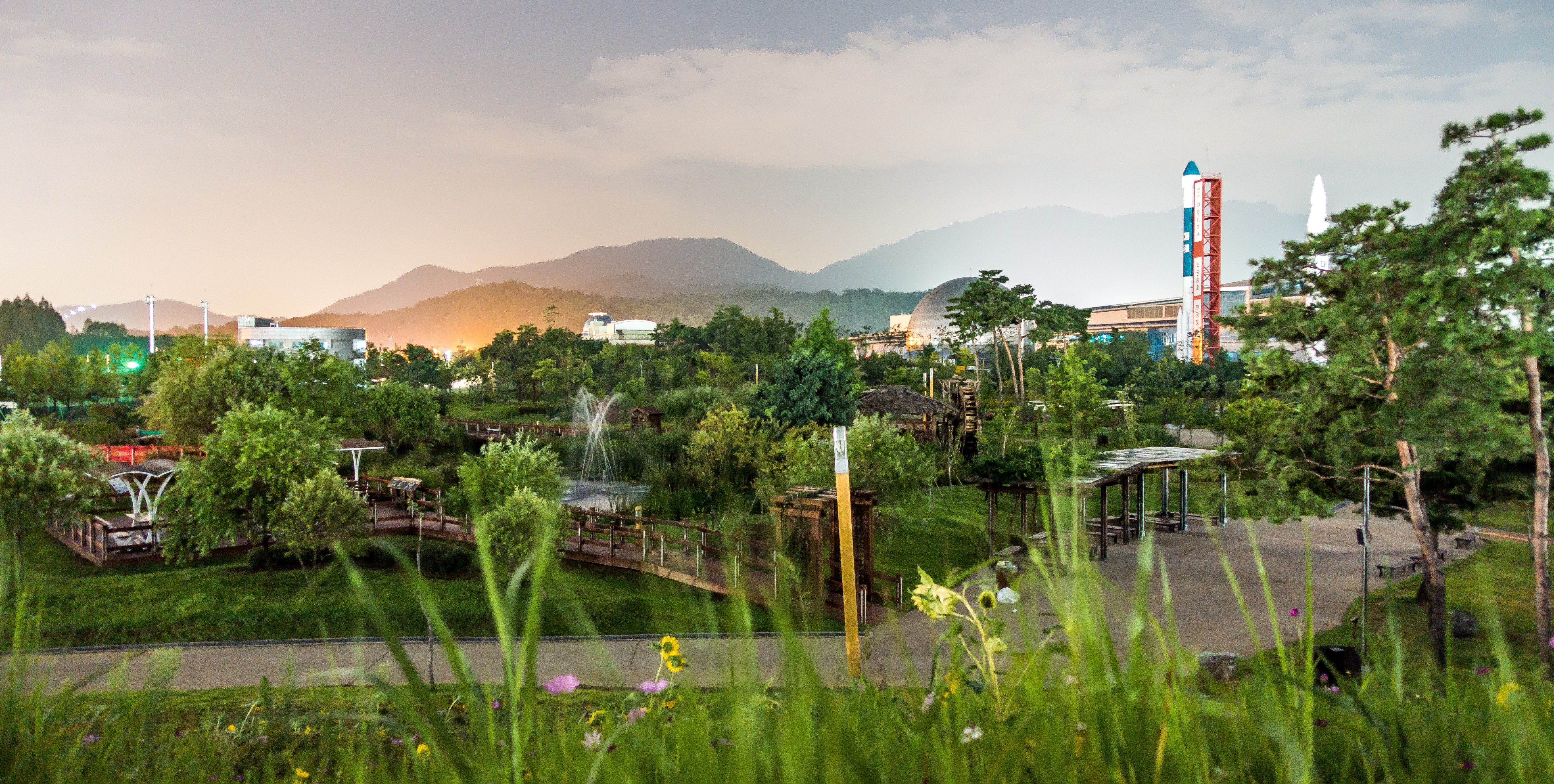
Jardín del Museo Nacional de Ciencias de Gwacheon

### Exposiciones principales
En esta sección del museo los visitantes pueden experimentar los logros de los ganadores del Premio Nobel, especialmente los hallazgos e invenciones que se conectan con la vida cotidiana. Hay 31 pantallas en cinco esquinas con forma de casa. Algunos ejemplos son «carrera de autos Nobel» y «bola rodante de ADN».
La «bola rodante de ADN» es una exhibición experimental que muestra cómo la ingeniería genética permite producir peces fluorescentes y rosas azules.
«Ganadores de premio Nóbel en vehículo» muestra las contribuciones de ganadores del Premio Nobel en videojuegos de realidad virtual.

### Héroes del Premio Nobel y salvadores de la raza humana
En el rincón del «héroe del premio Nobel», se honra a los científicos que cambiaron la vida de las personas de manera espectacular, como Marie Curie, James Watson, quien descubrió la estructura del ADN, y Alexander Fleming, descubridor de la penicilina.

### Ganadores del premio Nobel de Fisiología o Medicina
En esta sección se presentan a los ganadores del premio Nobel de Fisiología o Medicina que cambiaron la visión de la vida,  relatándose cómo las investigaciones permitieron el descubrimiento de vacunas, el desarrollo de vitaminas artificiales o la fertilización in vitro ayudaron a las personas a estar saludables o disfrutar una mejor calidad de vida.

### Ganadores del premio Nobel de Física
Los ganadores del premio Nobel de Física descubren el origen del espacio, mostrándose cómo los ganadores descubrieron que el universo se creó hace 13 800 millones de años. También hay un modelo de un acelerador de partículas para mostrar cómo los científicos intentaron averiguar cuál es la partícula más pequeña. Descubrimientos de ganadores del premio Nobel de Física permitieron el desarrollo de inventos como la televisión, las cámaras digitales, los teléfonos, los sistemas de navegación y las computadoras.

### Ganadores del premio Nobel de Química en la cocina
La sección los «Ganadores del premio Nobel en naturaleza” muestra los logros de los ganadores en química que permitieron el desarrollo de detergentes, sartenes, productos plásticos, especias y tintes artificiales, así como alimentos fermentados.